# Демоник
«Демоник» (англ. Demonic) — канадский независимый малобюджетный научно-фантастический фильм ужасов режиссёра Нила Бломкампа, снятый им по собственному сценарию в середине 2020 года в разгар пандемии COVID-19. Съёмки проходили в Британской Колумбии.
Фильм был впервые продемонстрирован в марте 2021 года на 71-м Берлинском международном кинофестивале вне основной конкурсной программы. Выход в кинотеатрах США состоялся 20 августа 2021 года, а ещё через неделю фильм стал доступен в различных киносервисах в качестве «видео по запросу». Фильм, в отличие от других работ Бломкампа, получил много отрицательных отзывов и низких оценок как от зрителей, так и от критиков.

## Синопсис
В современном мире орден экзорцистов сражается с демонами с помощью технологий, а не молитв. Благодаря устройству, способному создавать проекции в сознании других людей, служители церкви отлавливают нечисть, которая таится в душах людей. Карли придётся заглянуть в разум своей матери, обвиняемой в убийстве более чем 20-ти человек, чтобы отыскать истинную причину её жестокости.

## Сюжет
Карли (Карли Поуп) — молодая женщина, в какой-то момент потерявшая контакт со своей матерью Анджелой, виновной в убийстве более 20 человек: по неясной причине она подожгла дом престарелых, в котором работала, и отравила церковный источник. Карли поддерживает её лучшая подруга Сэм. Карли и Сэм перестали общаться со своим общим другом детства, Мартином (Крис Уильям Мартин) после того, как он начал строить странные теории по поводу действий Анджелы. Карли мучают кошмары, в которых она видит свою мать. Однажды она получает сообщение от Мартина, который хочет встретиться и поговорить. При встрече он объясняет Карли, что его пригласили принять участие в тестах фокус-группы для передовой медицинской компании под названием «Therapol», в котором также участвуют настоящие медицинские пациенты, одним из которых стала Анджела, которая, как оказалось, впала в кому. Карли ошеломляют такие откровения, однако позже с ней связывается представитель «Therapol», который предлагает посетить офис компании, чтобы обсудить ситуацию с матерью.
На объекте «Therapol» она встречает ученых Дэниэла (Терри Чен) и Майкла (Майкл Роджерс), которые объясняют, что Анджела впала в кому после серии жестоких эпизодов в тюрьме и как бы «заперта» внутри своего тела — она сохранила сознание, но полностью обездвижена. Они заявляют Карли, что мозг Анджелы подключен к специальной симуляционной программе, что поддерживается учёными, и при этом она очень активна там — отказывается общаться с учёными, но зовёт как Карли, так и Мартина. Они спрашивают у Карли, готова ли она добровольно подключиться к симуляции, чтобы поговорить с ней, на что Карли неохотно, но всё же соглашается. Впервые подключившись к программе, Карли входит в копию своего дома детства и гневно распрашивает Анджелу о её злодеяниях, на что Анджела требует, чтобы Карли ушла. После возвращения домой ночью ей снится кошмар, где она находит странный символ, сделанный из трупа ворона.
В следующий раз она входит в симуляцию через некий туннель в поле возле дома престарелых, в котором работала Анджела. Она снова встречает мать, которая утверждает, что она не просила никого приходить, ни Карли, ни Мартина. Тело Анджелы в симуляции начинает давать сбои, тем не менее учёные игнорируют требования напуганной Карли отключить их от программы. Войдя в здание дома престарелых, Карли находит тело Сэм, прежде чем подвергнуться нападению некого птичьеподобного демона, который поранил ей руку, создав такой же порез на теле Карли в реальности. Карли выводят из симуляции, она рассказывает Дэниэлу и Майклу, как много лет назад они с Мартином нашли Анджелу в санатории с точно таким же порезом на руке. Карли отказывается более подключаться к симуляции и покидает «Therapol».
Позже Карли навещает Мартина и рассказывает ему о произошедшем. Он делится с ней своей теорией о демонической одержимости, показывая Карли набросок существа, которого она видела в симуляции. Мартин утверждает, что ему снились похожие кошмары, от которых она страдает, и объясняет, как демон может манипулировать её семьёй и друзьями в своих целях. Он также заявляет о причастности Ватикана: якобы святой престол финансирует специальные оперативные группы, состоящие из священников, изучающих демонов современными методами. Мартин развивает мысль: он считает, что представители церкви покупают такие компании, как «Therapol», чтобы выявлять действительно одержимых людей, которые на первый взгляд выглядят психически нездоровыми, а затем отправляет спецотряд клириков для устранения демона, доставке его к точке входа из преисподней. В случае c демоном, захватившим разум Анджелы, этой точкой является дом престарелых. Озадаченная Карли отказывается верить в теории Мартина и возвращается домой. Мартин начинает подозревать, что Карли также стала одержимой.
Следующим вечером обеспокоенная Сэм наносит визит подруге, но Карли убеждает её что всё в порядке и отпускает домой. Однако Сэм возвращается поздно ночью, Карли, вначале испугавшись, снова впускает её. На этот раз Сэм, войдя в дом, как бы между прочим надевает странную птичью маску говорит, что «если не найдёшь меня здесь, ищи в лесу». После чего её тело неестественно искривляется и она нападает на Карли. Та прячется в своей спальне, но демон настигает её. Тут Карли просыпается, визит Сэм, ставшей демоном кажется сном, однако Карли решает что это не совсем так и спешит в дом Сэм. Выясняется, что Дэниэл и Майкл наблюдают за ней и что теория Мартина верна: они священники и планируют избавиться от демона в доме престарелых. Оказывается, что это не в Карли вселился демон, а напротив, сам демон стал одержим Карли, находясь в ловушке в коматозном теле Анджелы, он хочет овладеть телом Карли, чтобы совершать те преступления, которые он когда-то заставил совершить Анджелу. Карли не находит Сэм в доме и приезжает за помощью к Мартину. Они отправляются в лес, окружающий заброшенный дом престарелых и находят там напуганную Сэм, которая утверждает, что группа мужчин отнесла Анджелу внутрь здания. Они оставляют спящую Сэм в машине Мартина и направляются на поиски Анджелы.
В здании они обнаруживают, что оперативная группа перебита, и натыкаются на умирающего Дэниэла. Тот объясняет, как демон проник в тело Майкла, который убил всех в отряде, и даёт Карли навершие древнего святого копья, только им можно навредить демону. Карли снова подключается к симуляции воспоминаний Анджелы, чтобы попытаться её спасти. Анжелу, освободившаяся теперь от демона, утешает свою дочь, прежде чем обрести, наконец, покой. Карли отключается от программы и ищет пропавшего Мартина. Она натыкается на его горящую машину, в которой погибла оставленная ими Сэм. Карли находит Мартина, которого связал и пытал одержимый Майкл. Карли удаётся вонзить в Майкла навершие копья, тот погибает, а огненный демон вселяется уже в саму Карли. Она пытается бороться с одержимостью, прежде чем решается ударить святым навершием саму себя, изгнав, таким образом, демона.
Некоторое время спустя Карли поправляется в больнице, Мартин навещает её и они примиряются. Позже Карли приходит на могилу матери чтобы впервые возложить цветы.

## В ролях
| Актёр              | Роль    |
| ------------------ | ------- |
| Карли Поуп         | Карли   |
| Крис Уильям Мартин | Мартин  |
| Майкл Роджерс      | Майкл   |
| Натали Болт        | Анджела |
| Терри Чен          | Дэниэл  |
| Андреа Агур        | кассир  |

## Производство
После отменённых кинопроектов, таких как «Чужой 5» или «Возвращение Робокопа», Нил Бломкамп не снимал художественных фильмов со времён «Чаппи», выпущенного в 2015 году. Также из-за ограничений, связанных с пандемией COVID-19 режиссёру пришлось отложить также и свой текущий фильм «Инферно» с Тейлором Китчем в главной роли. В связи с этими событиями, Бломкамп решает разработать гораздо менее амбициозный камерный фильм ужасов с научно-фантастическими элементами. Первоначально названная как «Unlocked», картина снималась в строжайшей секретности.
Сам Бломкамп охарактеризовал свою предстоящую кинокартину как научно-фантастический фильм ужасов:
Весь мир был посажен на карантин, и мои планы относительно других крупных фильмов были отложены. Живя здесь, в этой немного более сельской местности, я подумал, что нам следует «самофинансироваться», с целью сделать нечто интересное и при этом не дорогое. В течение долгого времени меня действительно интересовали такие фильмы, как «Паранормальное явление», и ещё более бюджетные вещи. При всей своей простоте, этот фильм довольно устрашающий, и поэтому мы начали работать и над схожей концепцией. В конечном счёте она разрослась и стала обширнее, чем любой фильм из этой серии, но на самом деле наше кино сделано «из той же ткани». Вот что это такое. Мы использовали множество локаций Британской Колумбии и снимали всё лето.
— Нил Бломкамп

## Даты выхода
| Страна         | Дата премьеры   | Название  |
| -------------- | --------------- | --------- |
| Россия         | 14 октября 2021 | Демоник   |
| Украина        | 29 июля 2021    | Демонік   |
| Венгрия        | 5 августа 2021  | Démoni    |
| Литва          | 6 августа 2021  | Apsėstoji |
| Великобритания | 20 августа 2021 | Demonic   |
| США            | 20 августа 2021 | Demonic   |
| Турция         | 3 сентября 2021 | Şeytani   |
| Португалия     | 25 ноября 2021  | Demoníaco |

## Отзывы и критика
На ресурсе Rotten Tomatoes фильм получил средний рейтинг 4,2 на основе 81 рецензии (15 % «свежести»). Вердикт критиков сайта гласит: «Возвращение Нила Бломкампа к малобюджетному кино с высокими концепциями приводит к ошибкам в работе с некоторыми интересными идеями, что растрачивает талант некогда многообещающего сценариста-режиссёра». На ресурсе Metacritic картину оценили лишь на 36 баллов из 100 (21 рецензия критиков/«в целом неблагоприятные отзывы»).